# WTA Madrid Open 1999
ПТА Madrid Open 1999, також відомий за назвою спонсора як Open Páginas Amarillas, — жіночий тенісний турнір, що проходив на відкритих кортах з ґрунтовим покриттям у Мадриді (Іспанія). Належав до турнірів 3-ї категорії в рамках Туру WTA 1999. Тривав з 17 до 23 травня 1999 року. Перша сіяна Ліндсі Девенпорт здобула титул в одиночному розряді.

## Учасниці

### Сіяні пари
| Країна    | Гравчиня                | Рейтинг | Сіяна |
| --------- | ----------------------- | ------- | ----- |
| США       | Ліндсі Девенпорт        | 2       | 1     |
| Швейцарія | Патті Шнідер            | 11      | 2     |
| США       | Чанда Рубін             | 23      | 4     |
| Італія    | Сільвія Фаріна          | 25      | 5     |
| Іспанія   | Магі Серна              | 26      | 6     |
| США       | Емі Фрейзер             | 30      | 7     |
| Іспанія   | Вірхінія Руано Паскуаль | 39      | 8     |
| Ізраїль   | Анна Смашнова           | 38      | 9     |

### Інші учасниці
Нижче наведено учасниць, які отримали вайлдкард на участь в основній сітці:
- Марта Марреро
- Кароліна Родрігес

Нижче наведено учасниць, що отримали вайлдкард на участь в основній сітці в парному розряді:
- Сільвія Фаріна /  Магі Серна

Нижче наведено учасниць, що пробились в основну сітку через стадію кваліфікації в одиночному розряді:
- Ніколь Пратт
- Еммануель Гальярді
- Хісела Рієра
- Ралука Санду

Такі тенісистки потрапили в основну сітку як Щасливі лузери:
- Роса Марія Андрес Родрігес
- Паола Суарес

Нижче наведено учасниць, що пробились в основну сітку через стадію кваліфікації в парному розряді:
- Сільвія Талая /  Драгана Зарич

## Фінальна частина

### Одиночний розряд
Ліндсі Девенпорт —  Паола Суарес, 6–1, 6–3
- Для Девенпорт це був 2-й титул за сезон і 45-й — за кар'єру.

### Парний розряд
Вірхінія Руано Паскуаль /  Паола Суарес —  Марія Фернанда Ланда /  Марлен Вайнгартнер, 6–2, 0–6, 6–0